# Strathclyde (region administracyjny)
Strathclyde (gael. Srath Chluaidh) – dawny region administracyjny w zachodniej Szkocji, jeden z dziewięciu istniejących w latach 1973–1996. Zajmował obszar 13 529 km², a zamieszkany był przez 2 248 700 osób (1991), blisko połowę całej ludności Szkocji. Największym miastem regionu oraz ośrodkiem administracyjnym było Glasgow.
W skład regionu weszły: miasto Glasgow oraz dawne hrabstwa Renfrewshire, Lanarkshire, Buteshire i Dunbartonshire oraz fragmenty hrabstw Argyll, Ayrshire i Stirlingshire. W 1996 roku region został zlikwidowany; jego miejsce zajęły nowo powołane jednostki administracyjne (council areas): Glasgow, Renfrewshire, East Renfrewshire, Inverclyde, North Lanarkshire, South Lanarkshire, Argyll and Bute, East Dunbartonshire, West Dunbartonshire, North Ayrshire, South Ayrshire i East Ayrshire. 
Nazwa regionu oznaczała „dolinę rzeki Clyde” i pochodziła od średniowiecznego królestwa Strathclyde, zajmującego przybliżony obszar.